# Siergiej Diesnicki
Siergiej Glebowicz Diesnicki (ros. Сергей Глебович Десницкий, ur. 4 kwietnia 1941) – radziecki aktor, odtwórca tytułowej roli w filmie Test pilota Pirxa w reż. Marka Piestraka. Zagrał również w Klątwie Doliny Węży.